# 神奈川县旗
神奈川县旗（日语：／ Kanagawa ken ki）是日本的47面日本都道府县旗之一。该条目是对神奈川县旗以及神奈川县章（日语：／）的解说。

## 概要
1948年11月4日，在县内公开征集中收到的县章设计方案中，选定了县章的最终方案，并于当日的县告示上通过制定。著作权法规定，于1999年1月1日在公共场合施行。它是汉字“神”的左右对称图案化。
县旗没有特殊的规定，底色是白色县章是红色是惯例所使用的。

## 脚注
1. ↑  神奈川県県章[永久]